# Joseph Boze
Joseph Boze (Martigues, 7 febbraio 1746 – Parigi, 17 gennaio 1826) è stato un pittore francese.
Dipinse i ritratti di Luigi XVI e Maria Antonietta, nonché di altri personaggi del periodo compreso i rivoluzionari Jean-Paul Marat, Honoré Gabriel Riqueti de Mirabeau e Antoine Barnave. Venne messo in prigione, ma dopo il colpo di stato del 9 Termidoro fu rimesso in libertà, e successivamente andò in Inghilterra, dove rimase fino alla Restaurazione. Morì a Parigi nel 1826.

## Opere

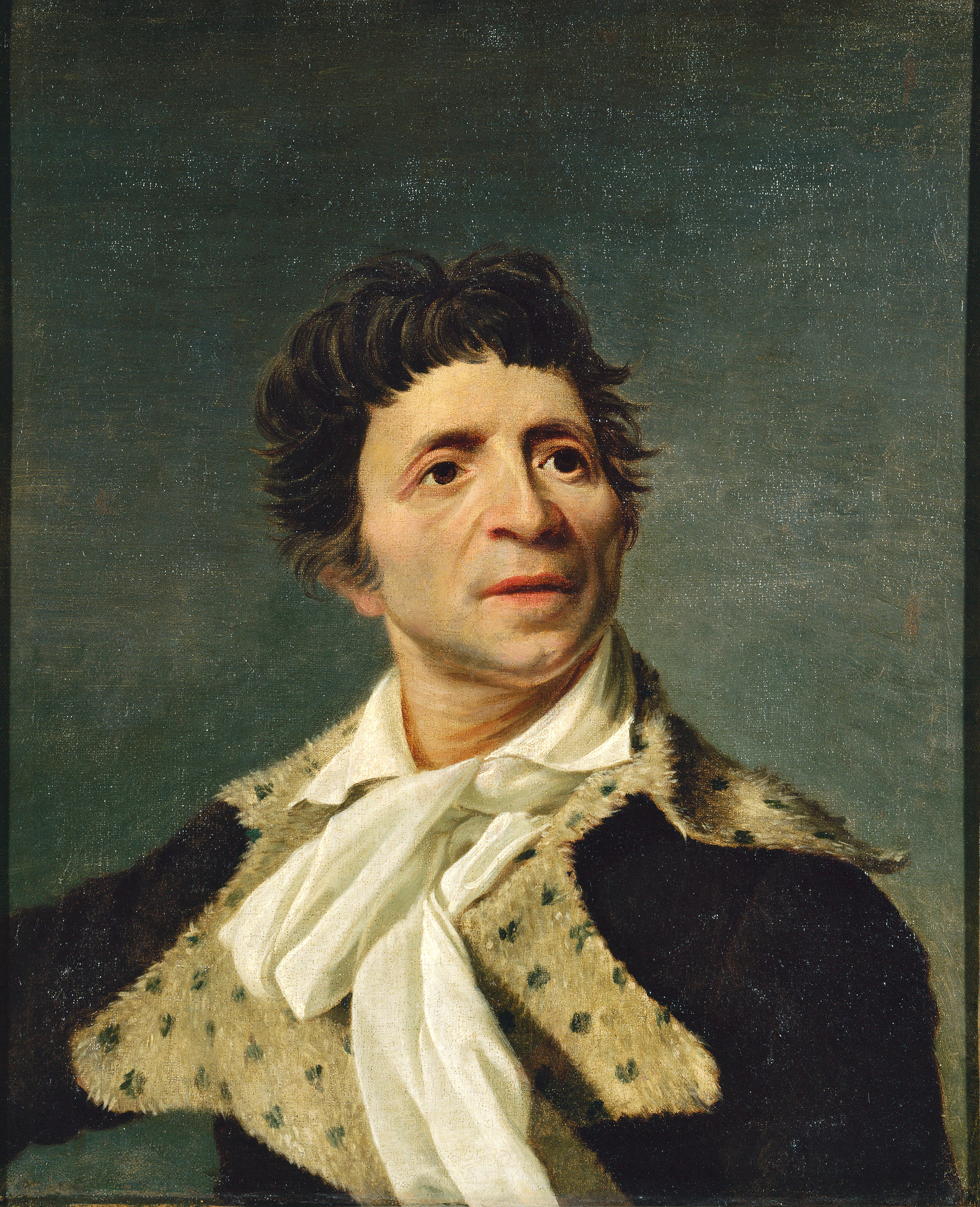
Ritratto di Jean-Paul Marat, ora al Museo Carnavalet 1793
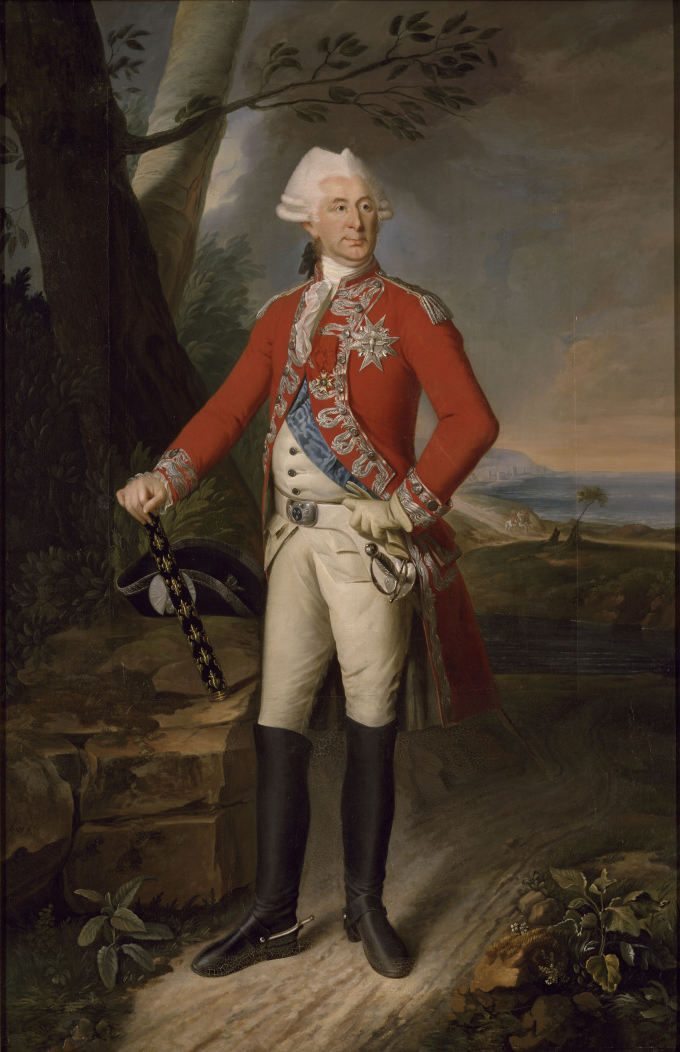
Ritratto di Charles Eugène Gabriel de la Croix, marchese de Castries, ora presso la Reggia di Versailles (dopo il 1816)
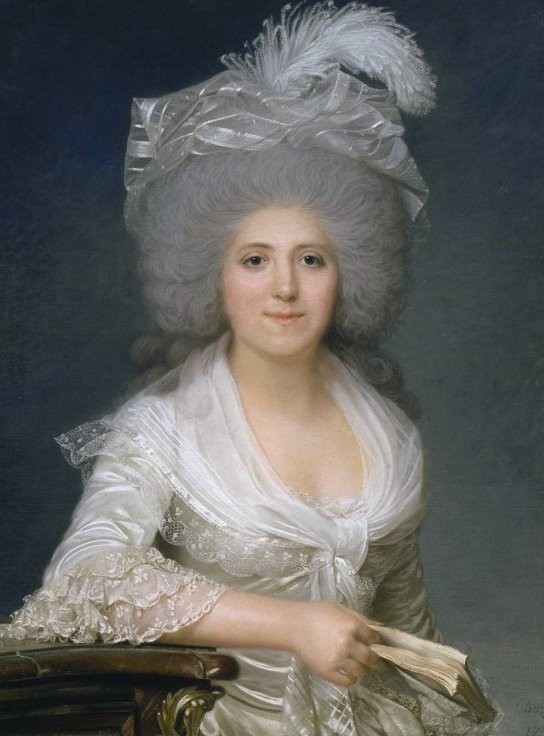
Ritratto di Jeanne Louise Henriette Campan, cameriera di Maria Antonietta, 1786 (Reggia di Versailles)
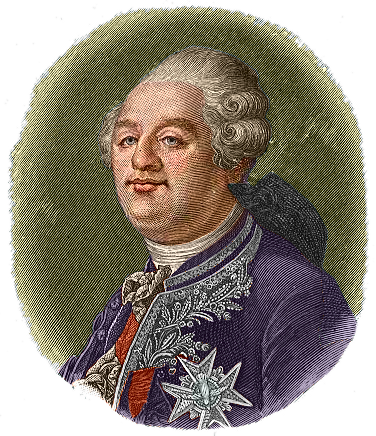
Disegno da incisione ritraente Luigi XVI, probabile intorno al 1790